# Fue (strumento musicale)
Il termine giapponese fue (笛?) indica i flauti, in modo particolare quelli traversi, definiti anche yokobue.
I fue hanno un'ampia diffusione trasversale nelle musiche tradizionali giapponesi. Trovano impiego nei repertori folklorici e nel teatro kabuki, con la tipologia nota come shinobue, nel teatro nō, con la tipologia nota come nōkan, nei differenti repertori del gagaku, la musica di corte giapponese,  con tre tipologie chiamate ryūteki, komabue e kagurabue.
Strutturalmente simili fra loro, con una lunghezza compresa tra i 30 e i 60 cm., i vari flauti traversi giapponesi presentano però delle differenze per materiale, lavorazione, intonazione e decorazioni, connesse al genere e al repertorio in cui vengono tradizionalmente utilizzati.
Infine, in giapponese, il termine fue può indicare nel complesso tutti gli aerofoni autoctoni.

## Esempi difue(aerofoni)
- Shakuhachi (flauto diritto)
- Hichiriki (aerofono ad ancia doppia)
- Ryūteki (flauto traverso)
- Shinobue (flauto traverso)